# Viardot Patera
La Viardot Patera è una struttura geologica della superficie di Venere.